# Synaldis fraudulenta
Synaldis fraudulenta är en stekelart som beskrevs av Papp 1981. Synaldis fraudulenta ingår i släktet Synaldis och familjen bracksteklar. Inga underarter finns listade i Catalogue of Life.